# Żyła środkowa głęboka mózgu
Żyła środkowa głęboka mózgu (łac. vena cerebri media profunda) – w anatomii człowieka jedna z żył powierzchownych mózgu, należąca do grupy środkowej żył dolnych mózgu. Towarzyszy tętnicy środkowej mózgu. Powstaje w bruździe bocznej, w zakrętach wyspy. Zazwyczaj wpada do żyły podstawnej, będąc obok żyły przedniej mózgu jednym z głównych tworzących ją dopływów. Czasem może wpadać do żyły środkowej powierzchownej mózgu.